# Десертный соус
Десертный соус — сладкий соус, используемый для десертов. Во французской кухне десертные соусы часто называют кремами (crème), а не соусами.
Сладкими соусами поливают различные десерты, а также используют для украшения тарелок. Десертный соус придает аромат, вкус, влажность, консистенцию и цвет десертам. Может быть готовым или приготовленным, жидким или густым (hard sauce) с добавлением алкогольных напитков. Десертные соусы используются во многих десертах, таких как торты, пирожные, чизкейки, кексы и мороженое, их также подают к блинам, оладьям и фруктам.

## Обзор

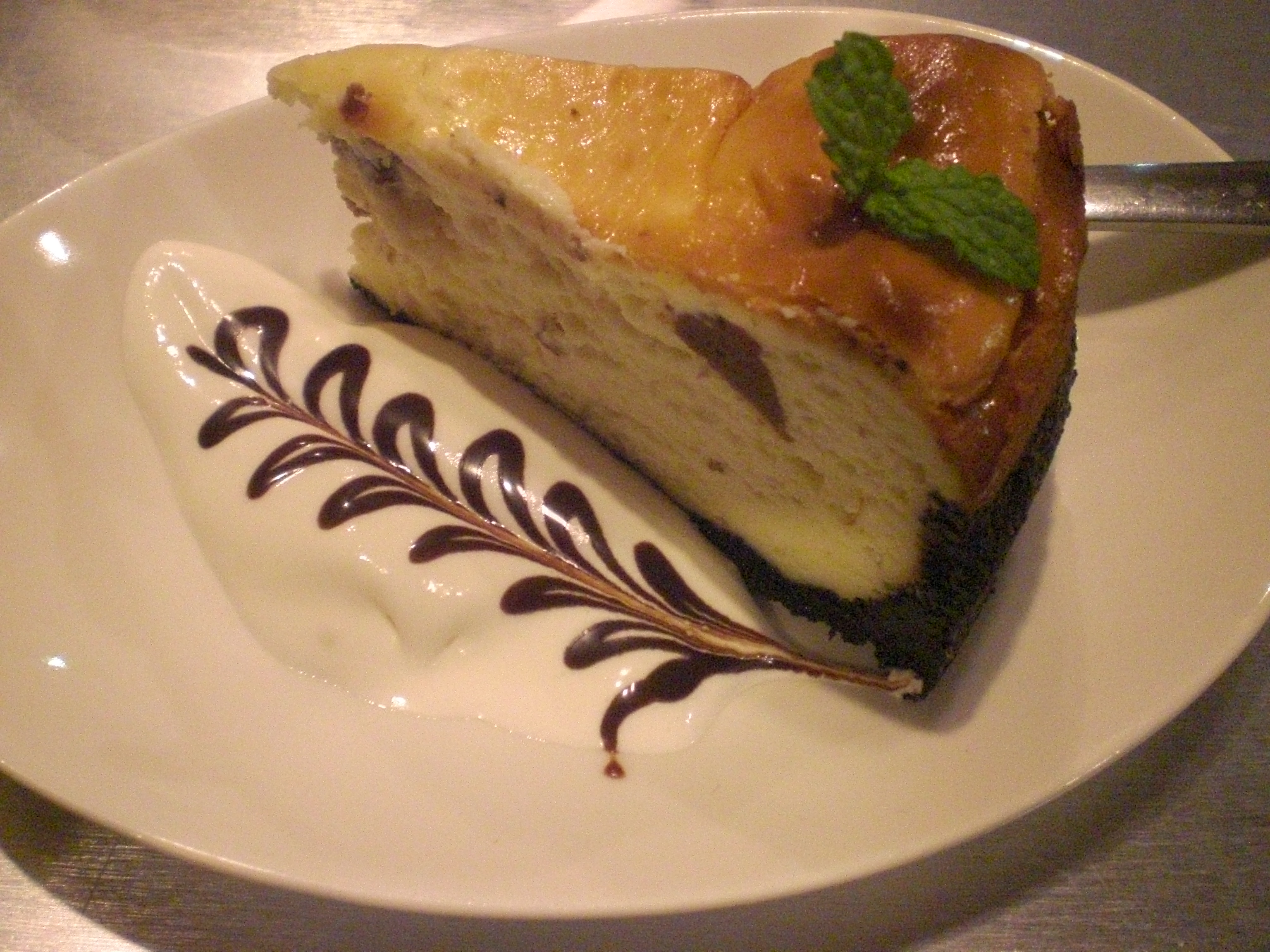
Чизкейк с шоколадным десертным соусом

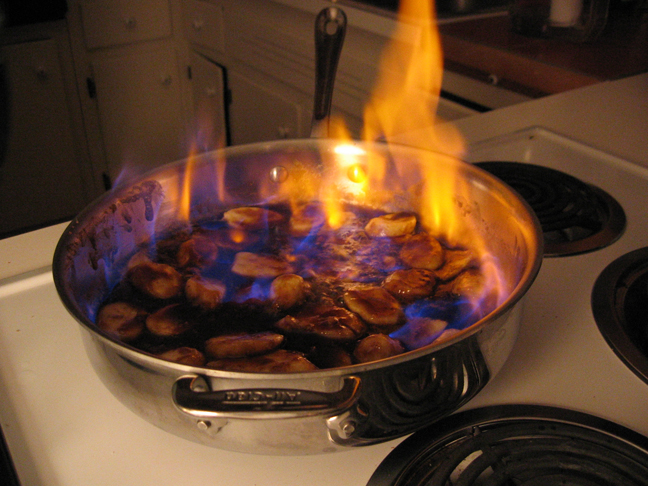
Банановый фостер поданный фламбе

Десертным соусом обычно поливают десерты или брызгают сверху. Примеры десертных соусов: карамельный соус, заварной крем, английский крем, шоколадный соус, дульсе де лече, фруктовые соусы, такие как апельсиновый или банановый, черничный соус, малиновый соус и клубничный соус.
Десертный соус придает выпечке, кулинарному изделию аромат, влажность, текстуру и цвет, подчёркивает и оттеняет его вкус. Он может быть приготовленным (прошедшим термообработку) или «сырым» (ингредиенты просто смешаны). Также доступны коммерческие готовые десертные соусы под различными торговыми марками.
Десертный соус иногда готовят в виде густого («твёрдого») соуса путем взбивания масла и сахара с ромом («ромовое масло»), бренди («бренди-масло»), виски, хересом («шерри-масло»), бурбоном, коньяком или ликёром, а также ванилью или другими ароматизаторами. Подаётся холодным, часто с горячими десертами. Десерты с твердыми соусами можно подавать фламбе, потому что этиловый спирт в дистиллированных напитках легко воспламеняется. В соус можно добавить капли лимонного ароматизатора в качестве ускорителя возгорания.

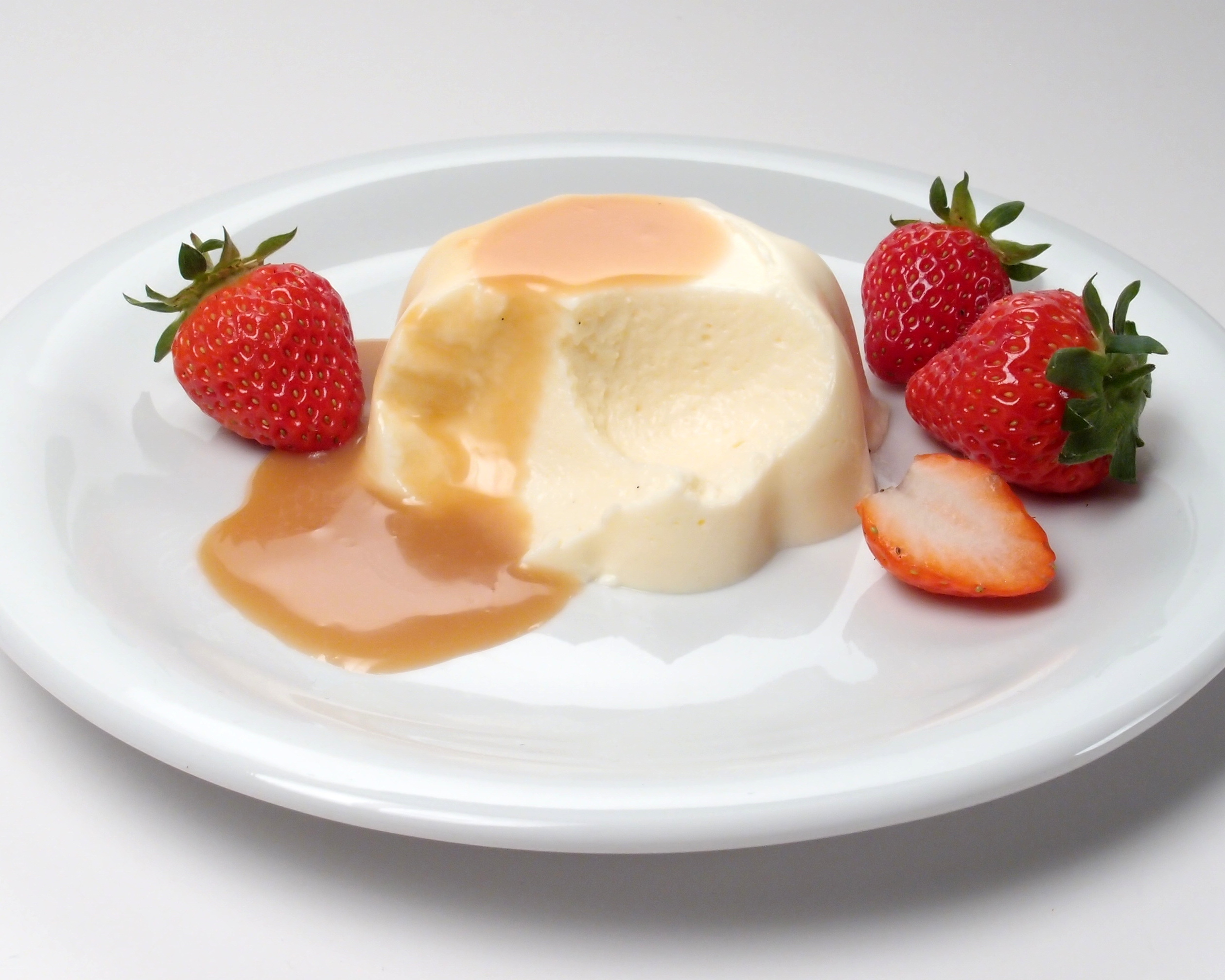
Баварский крем с карамельным соусом и клубникой
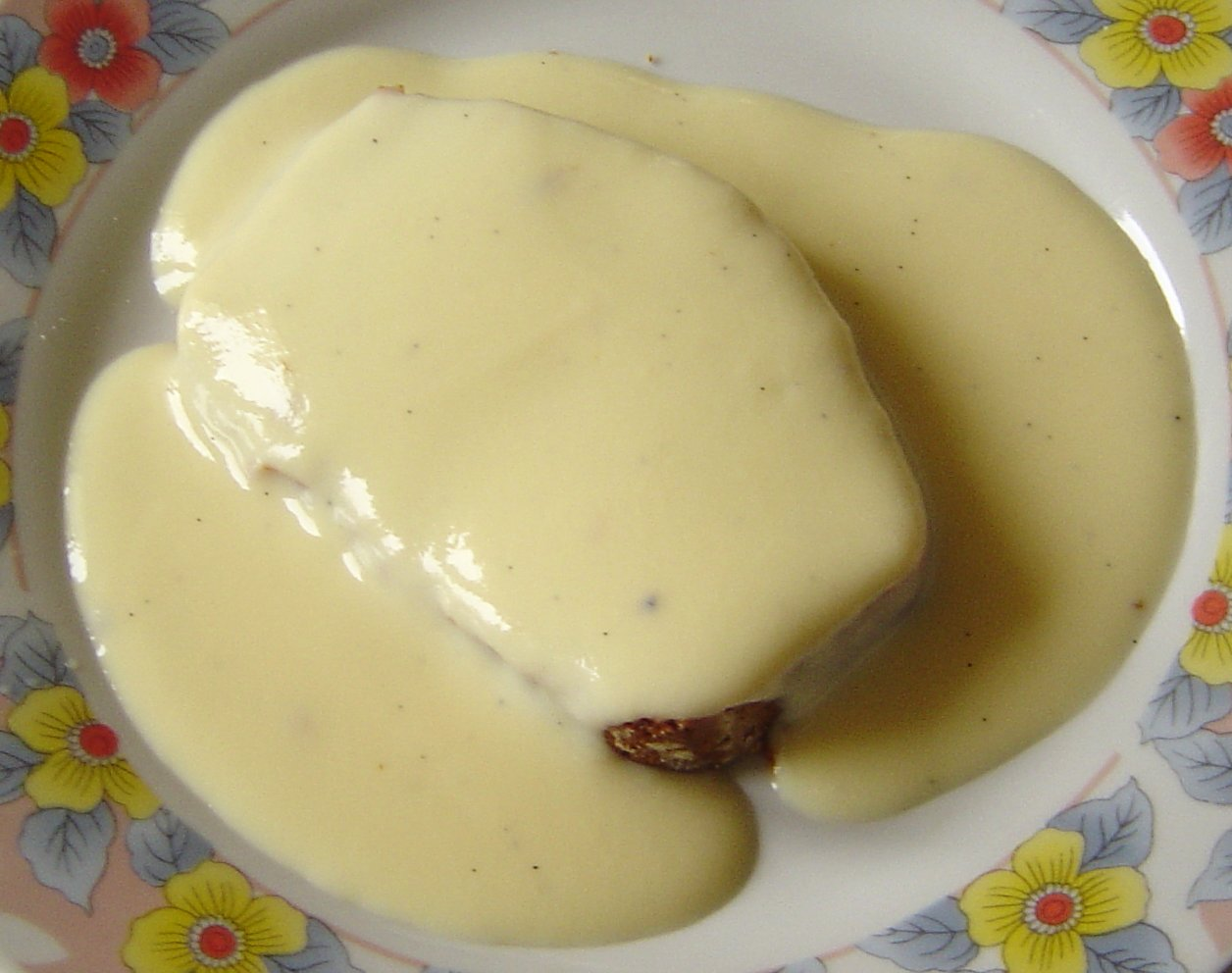
Английский крем с кусочком кекса
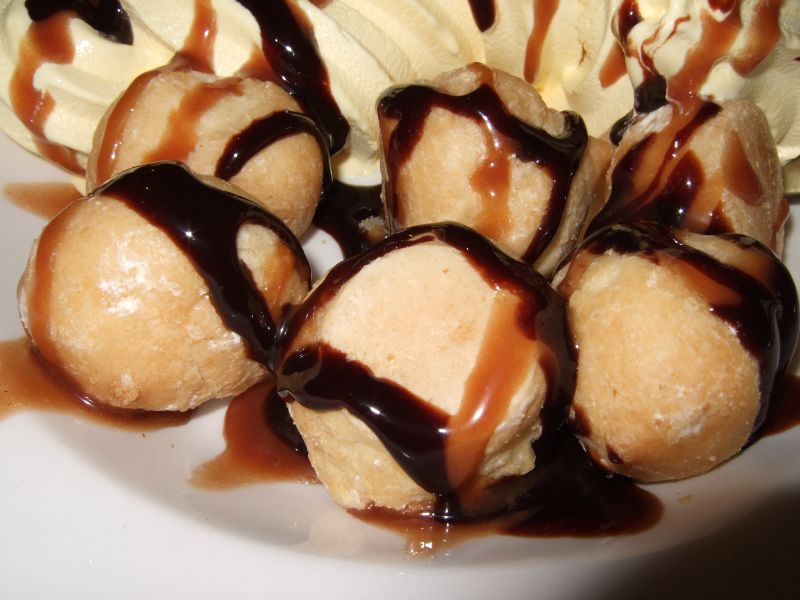
Профитроли с шоколадным и карамельным соусом

## В качестве украшения
Десертный соус можно использовать для придания десертам дополнительной визуальной привлекательности, создавая с его помощью рисунки, узоры, изображения зубочисткой или ножом. Для украшения можно использовать пластиковую бутылку, наполненную соусом.

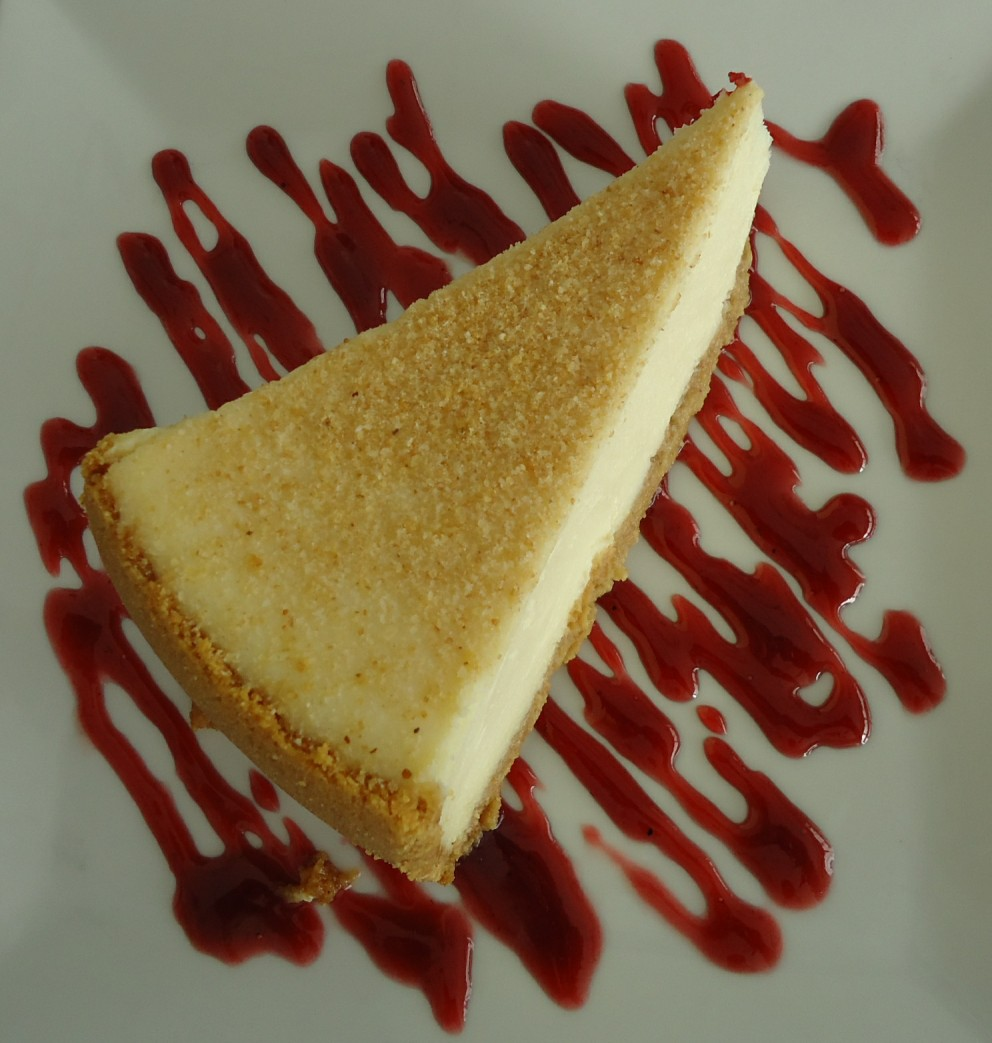
Чизкейк с десертным соусом
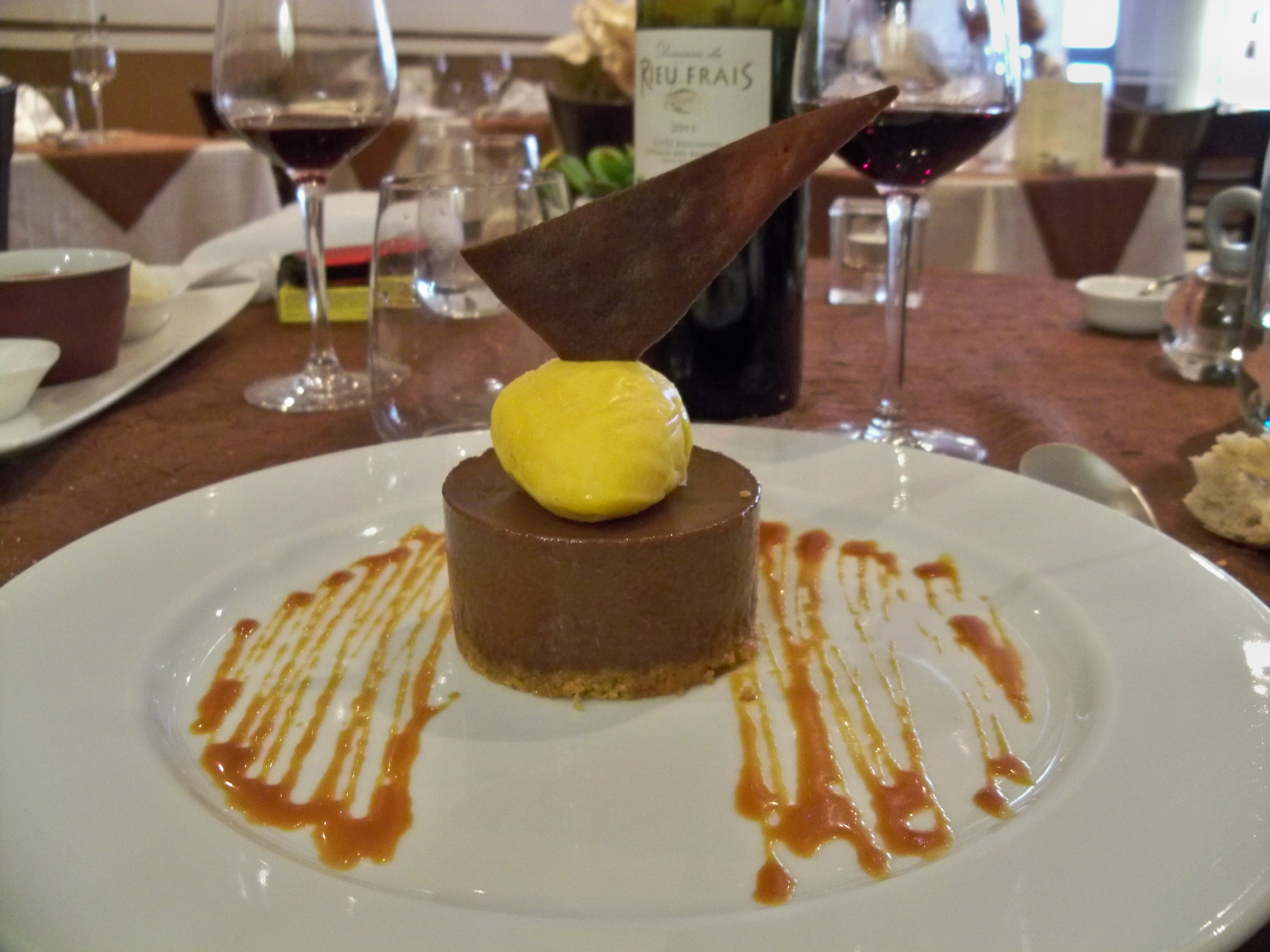
Десерт, декорированный десертным соусом
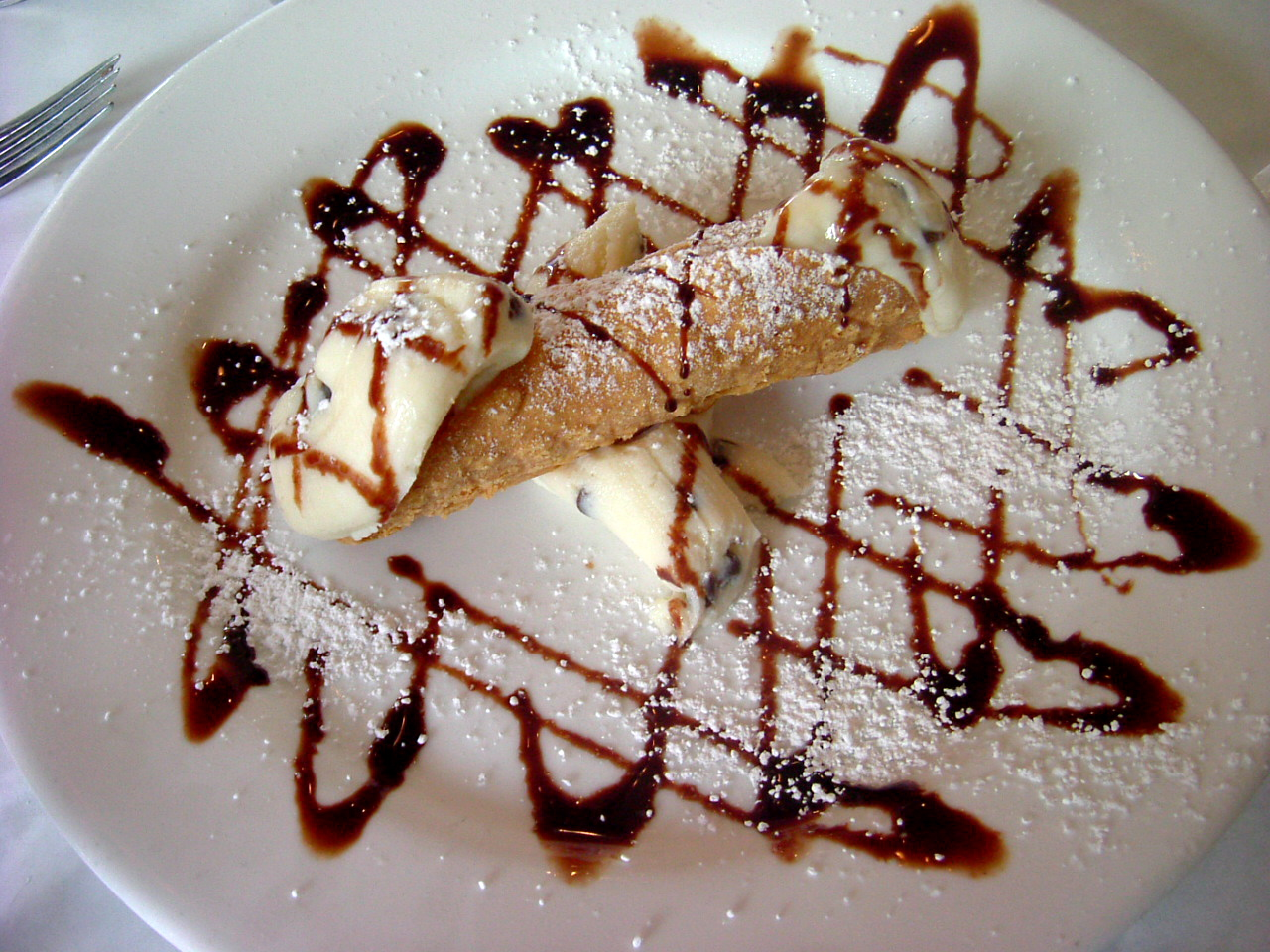
Канноли, декорированные шоколадным соусом
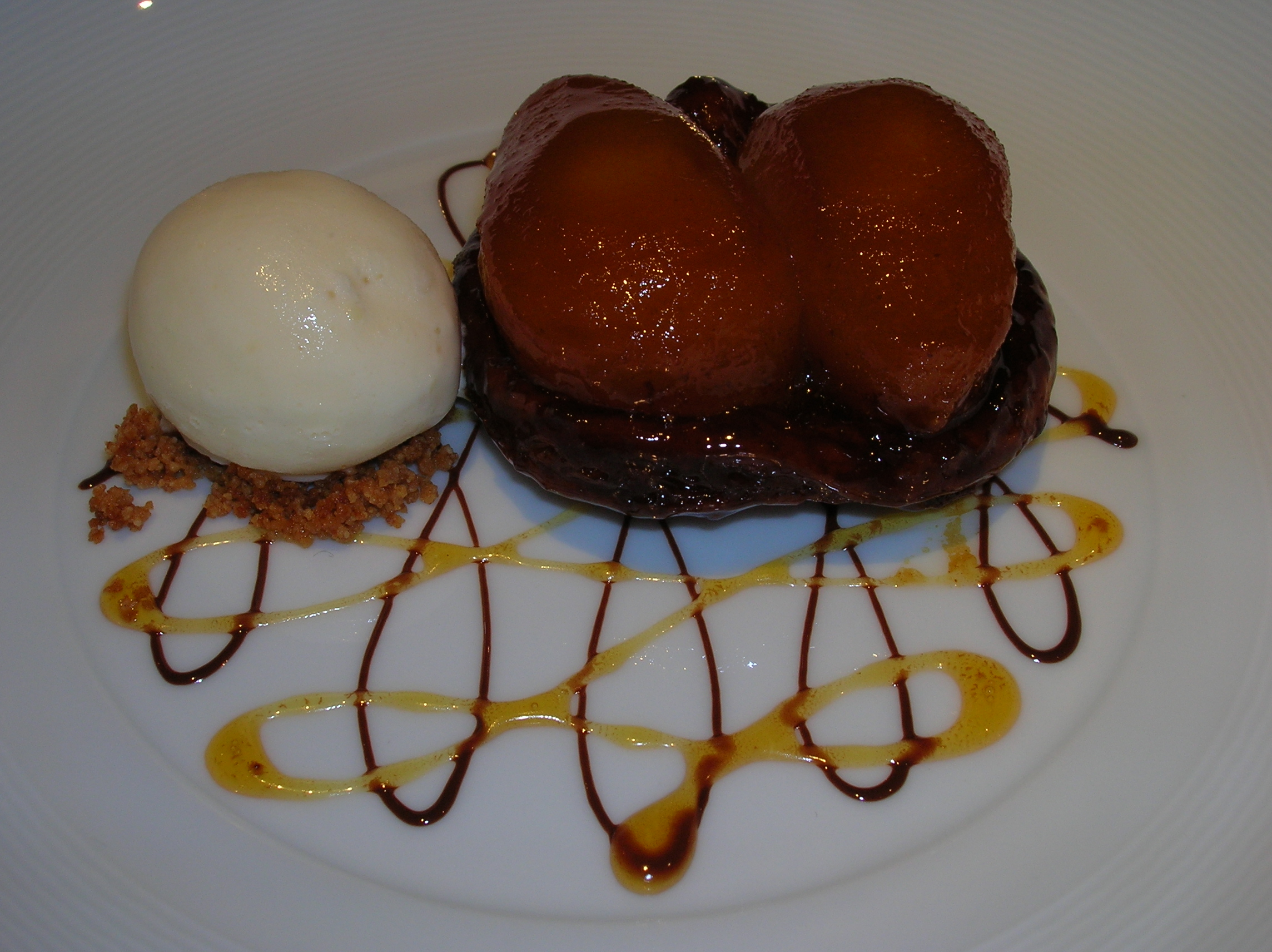
Тарт Татен, украшенный шоколадным и карамельным соусом